# قرار مجلس الأمن التابع للأمم المتحدة رقم 365
قرار مجلس الأمن التابع للأمم المتحدة رقم 365، المعتمد في 13 كانون الأول / ديسمبر 1974، بعد تلقي قرار الجمعية العامة 2312 (الذي نظر في مسألة قبرص) وأشار بارتياح اعتماده بالإجماع، أيد المجلس قرار الجمعية العامة وحث الأطراف المعنية على تنفيذه في أقرب وقت ممكن، وطلب من الأمين العام بتقديم تقرير عن التقدم المحرز في تنفيذ هذا القرار.
ولم يذكر تفاصيل عن التصويت، ينص القرار على أنه تم تبنيه «بالإجماع».